# برج مود جايكون الحلزوني

برج مود جايكون الحلزوني هو برج تعليمي يبلغ طوله 170 متر ويتكون من 36 طابق يقع في ناكامورا-كو،آيتشي،اليابان.